# Chris (piłkarz)
Christian Maicon Hening (ur. 25 sierpnia 1978 r. w Blumenau) – brazylijski piłkarz z włoskimi korzeniami występujący na pozycji obrońcy lub defensywnego pomocnika w VfL Wolfsburg.